# La soledad (canción de Laura Pausini)
«La soledad» es una canción interpretada por la cantante italiana Laura Pausini, versión de la canción "La solitudine", ganadora del Festival de San Remo en Italia en categoría de "debutantes".
La versión original "La solitudine" fue lanzada en 1993 como el primer sencillo de su álbum homónimo de debut. La música de la canción la compusieron Valsiglio Angelo y Pietro Cremonesi, mientras que el texto está firmado por el mismo Cremonesi con Federico Cavalli.
La canción participó en el Festival de la Canción de San Remo en 1993, consiguiendo la victoria en la sección de debutantes y permitiendo a Laura Pausini alcanzar la popularidad en su país de origen. Más tarde, la canción fue lanzada también en otros países europeos, lo que resultó un superéxito comercial reflejado principalmente en Bélgica, Francia, España y los Países Bajos.
Laura Pausini también publicó en 1995 una versión en inglés de la canción, especialmente adaptada por Tim Rice, y titulada "La solitudine (Loneliness)".
A lo largo de los años, Laura Pausini ha declarado en repetidas ocasiones que esta canción ha sido crucial para el éxito obtenido durante su carrera.

## Versiones
En 1994, el comediante Paul de Leeuw grabó su versión en holandés titulada "Ik wil niet dat je liegt". En ese mismo año, el cantante brasileño Renato Russo incluyó su versión en su álbum Equilibrio distante.
En 1995, el cantante mexicano Flavio César grabó la versión de esta canción incluida en su álbum Mediterráneo.
El grupo cubano Bamboleo grabó, en 1996, la primera versión salsa de "La soledad" y la incluyó en el álbum Te gusto o te caigo bien. Un año más tarde, en 1997, el grupo estadounidense de origen hispano DLG grabó su versión salsa incluida en su álbum Swing On.
En 2009, el cantante español Abraham Mateo incluyó su versión en su álbum debut Abraham Mateo.

## Formatos y canciones
Italia – CD maxi (CGD 4509-92071-2)
1. «La solitudine» – 4:04
2. «La solitudine» (versión instrumental) – 4:04

 Alemania – Maxisencillo (EastWest 4509-95956-2)
1. «La solitudine» – 4:04
2. «La soledad» (versión en español) – 4:04
3. «La solitudine» (versión instrumental) – 4:04

"La soledad" – Para América y España (1994)
1. «La soledad» (versión en español) – 3:58
2. «La solitudine» (versión original en italiano) – 3:56
3. «La solitudine» (versión instrumental) – 3:57

 Reino Unido – "La solitudine (Loneliness)" (1995) – CD sencillo (EastWest Records GmbH 4509-99006-2)
1. «La solitudine» (Loneliness) (versión en inglés) – 3:58
2. «La solitudine» (Versión original en italiano) – 3:56
3. «La solitudine» (Instrumental) – 3:57
4. «La solitudine» (Santalina) - (versión en Portugués) - 3:57

## Posicionamiento en listas y certificaciones
| Lista (1994)                     | Mejor posición |
| -------------------------------- | -------------- |
| Bélgica (Flandes) (Ultratop 50)  | 1              |
| El Salvador (UPI)                | 1              |
| Francia (SNEP)                   | 5              |
| Estados Unidos (Hot Latin Songs) | 22             |
| Estados Unidos (Latin Pop Songs) | 5              |
| Estados Unidos (Tropical Songs)  | 11             |
| Colombia (Top 40 Radioactiva)    | 1              |
| Italia (FIMI)                    | 1              |
| Países Bajos (Dutch Top 40)      | 1              |
| Panamá (UPI)                     | 1              |
| Venezuela (UPI)                  | 1              |

| País         | Lista (1994)        | Posición | Ref.   |
| ------------ | ------------------- | -------- | ------ |
| Colombia     | Top 100 Radioactiva | 1        | [ 18 ] |
| Francia      | SNEP                | 13       | [ 19 ] |
| Países Bajos | Dutch Top 40        | 20       | [ 20 ] |

| País         | Organismo certificador | Certificación    | Ventas | Ref.   |
| ------------ | ---------------------- | ---------------- | ------ | ------ |
| Países Bajos | NVPI                   | Disco de Platino | 85 000 | [ 21 ] |

### Sucesión en listas
| Anterior: «Mistero» de Enrico Ruggeri                     | FIMI — Sencillo Nro 1 13 de marzo de 1993 — 3 de abril de 1993         | Siguiente: «Sei Un Mito» de 883                                                           |
| Anterior: «Pizza Lied (Effe Wachte...)» de André van Duin | Dutch Top 40 — Sencillo Nro 1 8 de enero de 1994 — 15 de abril de 1994 | Siguiente: «Ik Wil Niet Dat Je Liegt/ Waarheen Waarvoor» de Paul de Leeuw / Annie de Rooy |